# Fonctions de Lamé
 (août 2023).
Si vous disposez d'ouvrages ou d'articles de référence ou si vous connaissez des sites web de qualité traitant du thème abordé ici, merci de compléter l'article en donnant les références utiles à sa vérifiabilité et en les liant à la section « Notes et références ».
En physique mathématique, Gabriel Lamé étudie l'équilibre des températures dans les corps homogènes de forme ellipsoïdale et découvre en 1837 une équation différentielle, dont les solutions seront appelées les « fonctions de Lamé  ». Toutefois, Jacobi en 1839 a découvert ces fonctions indépendamment. La théorie de ces fonctions a ensuite été élaborée par Joseph Liouville et Eduard Heine. L'équation différentielle linéaire de Lamé peut se réécrire (forme d'Hermite) :
- {\displaystyle {\frac {\mathrm {d} ^{2}x}{\mathrm {d} t^{2}}}+\omega ^{2}(t)\cdot x=0}, avec
- {\displaystyle \omega ^{2}(t)=\omega _{0}^{2}-n(n+1)k^{2}\cdot \mathrm {sn} ^{2}(t,k)}.

Où {\displaystyle \mathrm {sn} (t,k)} est la fonction sinus elliptique de Jacobi.
La forme originale de Lamé est :
- {\displaystyle (x^{4}-qx^{2}+p){\frac {\mathrm {d} ^{2}y}{\mathrm {d} x^{2}}}+(2x^{3}-qx){\frac {\mathrm {d} y}{\mathrm {d} x}}+(\lambda -n(n+1)x^{2})y=0}

Les solutions sont appelées les fonctions de Lamé.
Plus tard, Poincaré dégagera le concept de fonction fuchsienne (ou fonction de Fuchs) et en 1894, Felix Klein et Maxime Bôcher feront une équation de Lamé « généralisée », équation différentielle linéaire à coefficients variables, à 5 singularités (dont l'une est l'infini).

### Articles
- Gabriel Lamé, « Sur les surfaces isothermes dans les corps solides homogènes en équilibre de température », J. Math. Pures et App., vol. 2,‎ 1837, p. 147 (lire en ligne)
- Gabriel Lamé, « Sur l'équilibre des températures dans un ellipsoïde à trois axes inégaux », J. Math. Pures et App., vol. 4,‎ 1839, p. 126 (lire en ligne)
- Gabriel Lamé, « Sur l'équilibre des températures dans les corps solides homogènes de forme ellipsoïdale, concernant particulièrement les ellipsoïdes de révolution », J. Math. Pures et App., vol. 4,‎ 1839, p. 351 (lire en ligne)
- Gabriel Lamé, « Note sur la méthode de recherche des surfaces isothermes », J. Math. Pures et App., vol. 8,‎ 1843, p. 515 (lire en ligne)
- (de) C. G. J. Jacobi, « Note von der geodätischen Linie auf einem Ellipsoid und den verschiedenen Anwendungen einer merkwürdigen analytischen Substitution », J. Reine Angew. Math., vol. 19,‎ 1839, p. 309 (lire en ligne)

### Livres
- Charles Hermite, Sur quelques applications des fonctions elliptiques, Paris, Gauthier-Villars, 1885 (lire en ligne)
- Gabriel Lamé, Leçons sur les fonctions inverses des transcendantes et les surfaces isothermes, Paris, Mallet-Bachelier, 1857 (lire en ligne)
- (en) Isaac Todhunter, An elementary treatise on Laplace's functions, Lamé's functions and Bessel's functions, Londres, MacMillan, 1875, 232 p. (lire en ligne), chap. XXVI (« Lamé's functions »)
- Georges Henri Halphen, Traité des fonctions elliptiques t. 2, Paris, Gauthier-Villars, 1886-1891, 457 p. (lire en ligne), chap. XII (« Equation de Lamé »)
- Albert Wangerin, Encyclopédie des sciences mathématiques pures et appliquées. Tome II. Cinquième volume, Paris, Gauthier-Villars, 1912 (lire en ligne), « Fonctions Sphériques  »
- Pierre Humbert, Fonctions de Lamé et fonctions de Mathieu, Paris, Gauthier-Villars, coll. « Mémorial des sciences mathématiques », 1926 (lire en ligne), chap. 10